# Trofeo Giacinto Facchetti
Il Campionato Nazionale Primavera - Trofeo Giacinto Facchetti är en fotbollsturnering i Italien som riktar sig till ungdomar under 20 år. Turneringen började 1962 och organiseras av italienska fotbollsförbundet.